# ポルシェ・タイカン
ポルシェ・タイカン（Porsche Taycan）は、ポルシェが製造する電気自動車である。

## 概要

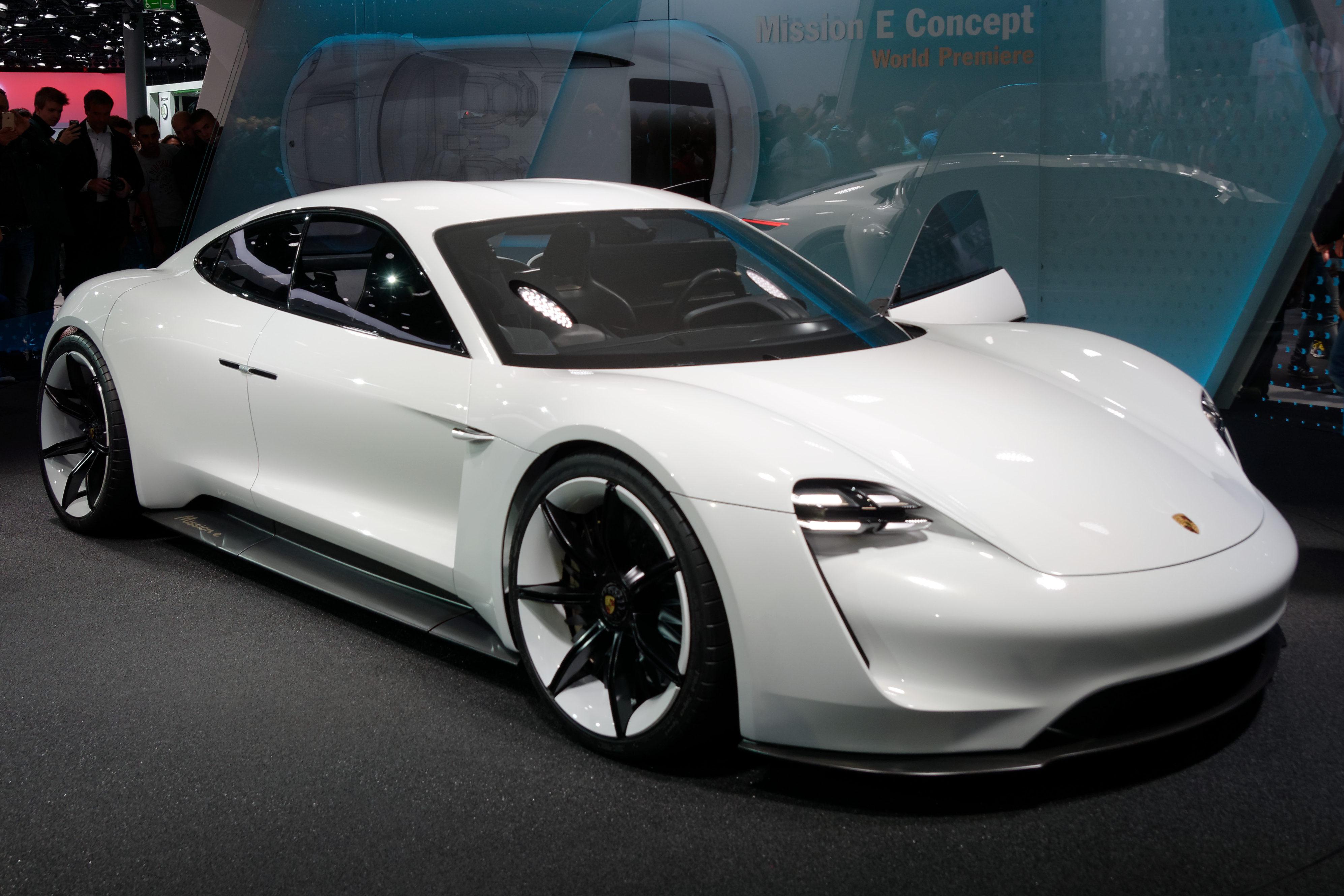
ミッションE

2015年にコンセプトカー「ミッションE」として発表され、2019年のフランクフルトモーターショーで初公開された、ポルシェ初の量産電気自動車である。
スポーティ性と日常性を兼ね備えたサルーン、およびクロスオーバーSUV（クロスツーリズモ）として開発され、ポルシェの伝統を受け継ぎつつも、随所に最新の機構を盛り込んだ革新的なモデルに仕上がっている。
前後のアクスルにモーターを搭載する四輪駆動を基本とし、リアモーターに2速のトランスミッションを組み込むことで、加速性能の向上と効率的な高速巡航を両立させている。システム電圧には量産車初となる800 V電源を採用し、パワーユニットの効率化や充電時間の短縮を図っている。
グレード体系は上位から「ターボS」「ターボ」「4S」。ターボS・ターボの通常時の最高出力は共に460 kW（625 PS）だが、オーバーブースト機能を搭載しており、これを使用することでターボSで560 kW（761 PS）、ターボで500 kW（680 PS）というスペックを絞り出す。後輪駆動のベーシックモデルも追って追加された。
足回りにも最新の機構が組み込まれ、アクティブサスペンションやトルクベクタリングといったシャシーコントロール技術を統合制御することで、状況に応じた最高のドライビングを実現する。

## 沿革
- 2015年 - 前身となるコンセプトカー、ミッションEが公開。
- 2019年 - フランクフルトモーターショーで発表。
- 2022年10月13日 - ゾンダーブッシュと呼ばれるオーダーメイドプログラムを発表[1]。BlackPinkのジェニーとコラボしたモデル、タイカン4Sクロスツーリスモforジェニー・ルビー・ジェーンが同時に公開された[1]。

## 名称の由来
「タイカン」とはトルコ語で「活発な若い馬」を表す語であり、ポルシェの紋章として使用されているシュトゥットガルトの馬の紋章より着想を得たものとされている。

## ギャラリー

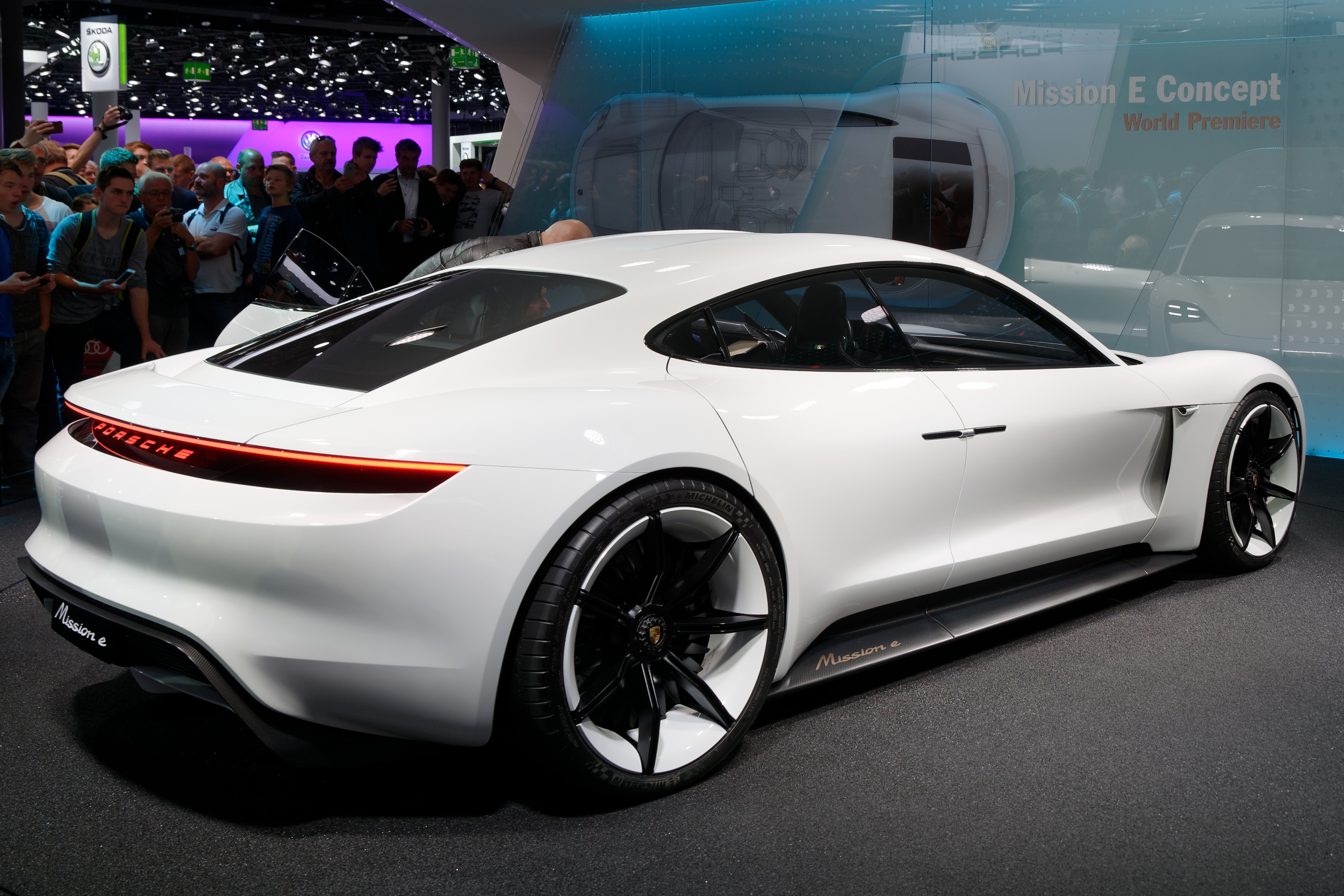
ミッションE リア

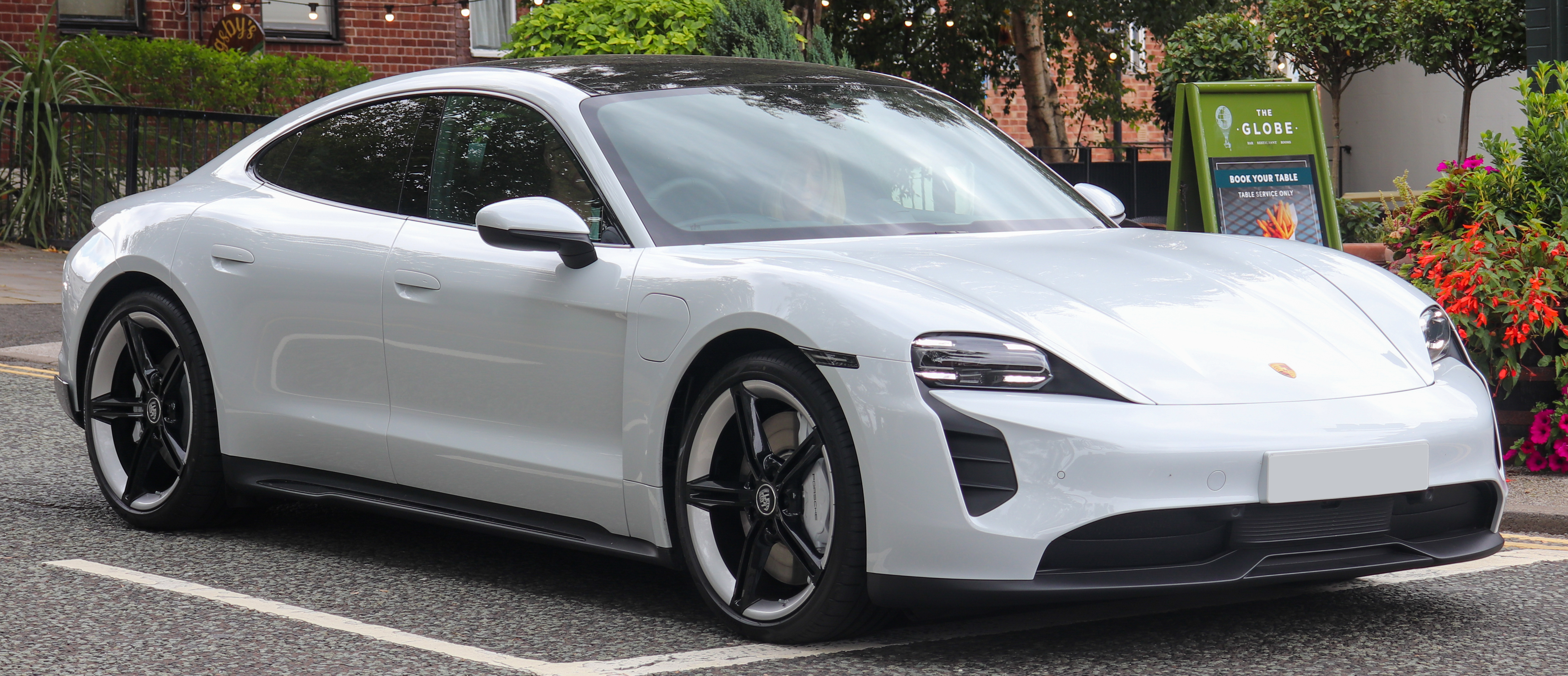
タイカン 4S

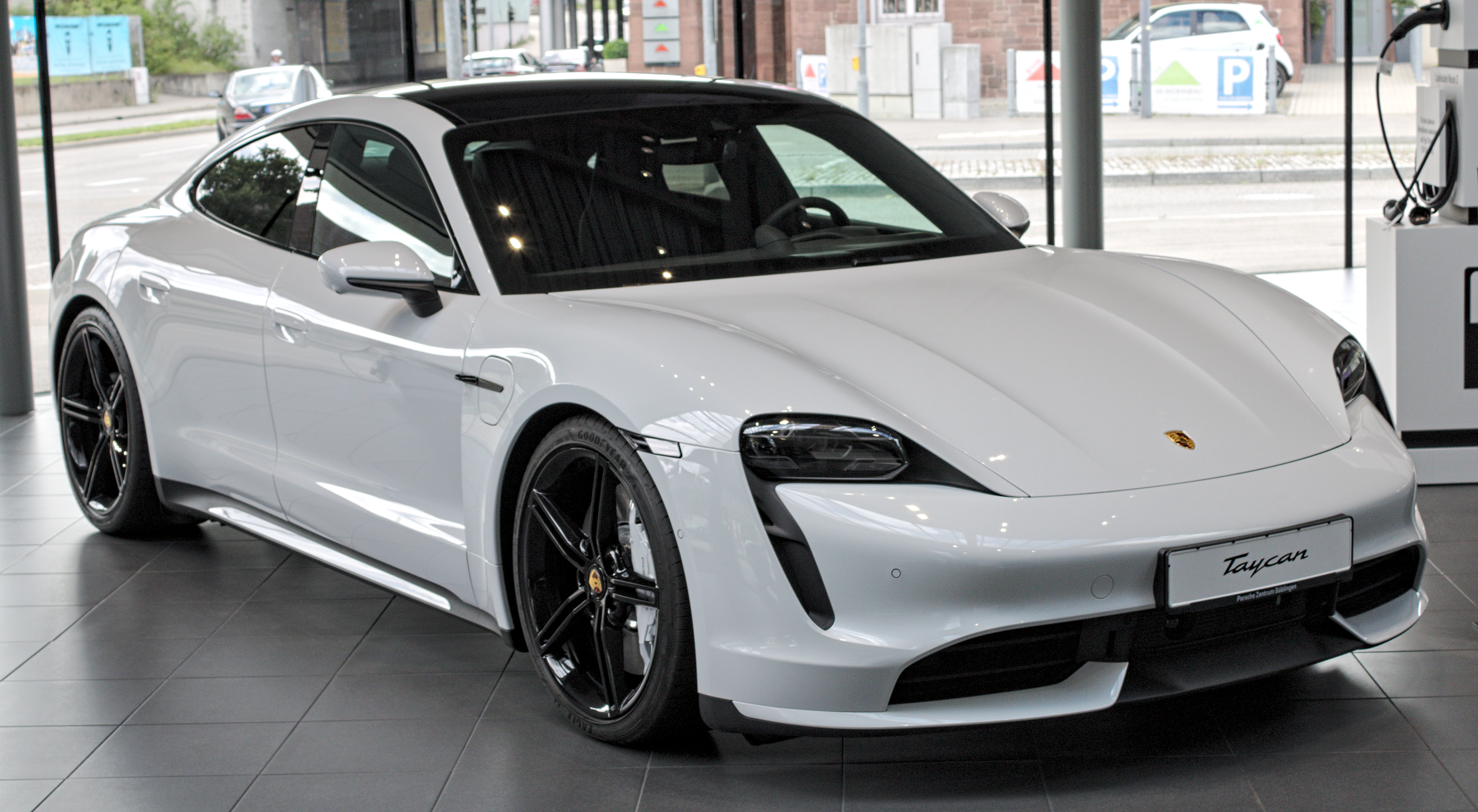
タイカン ターボ

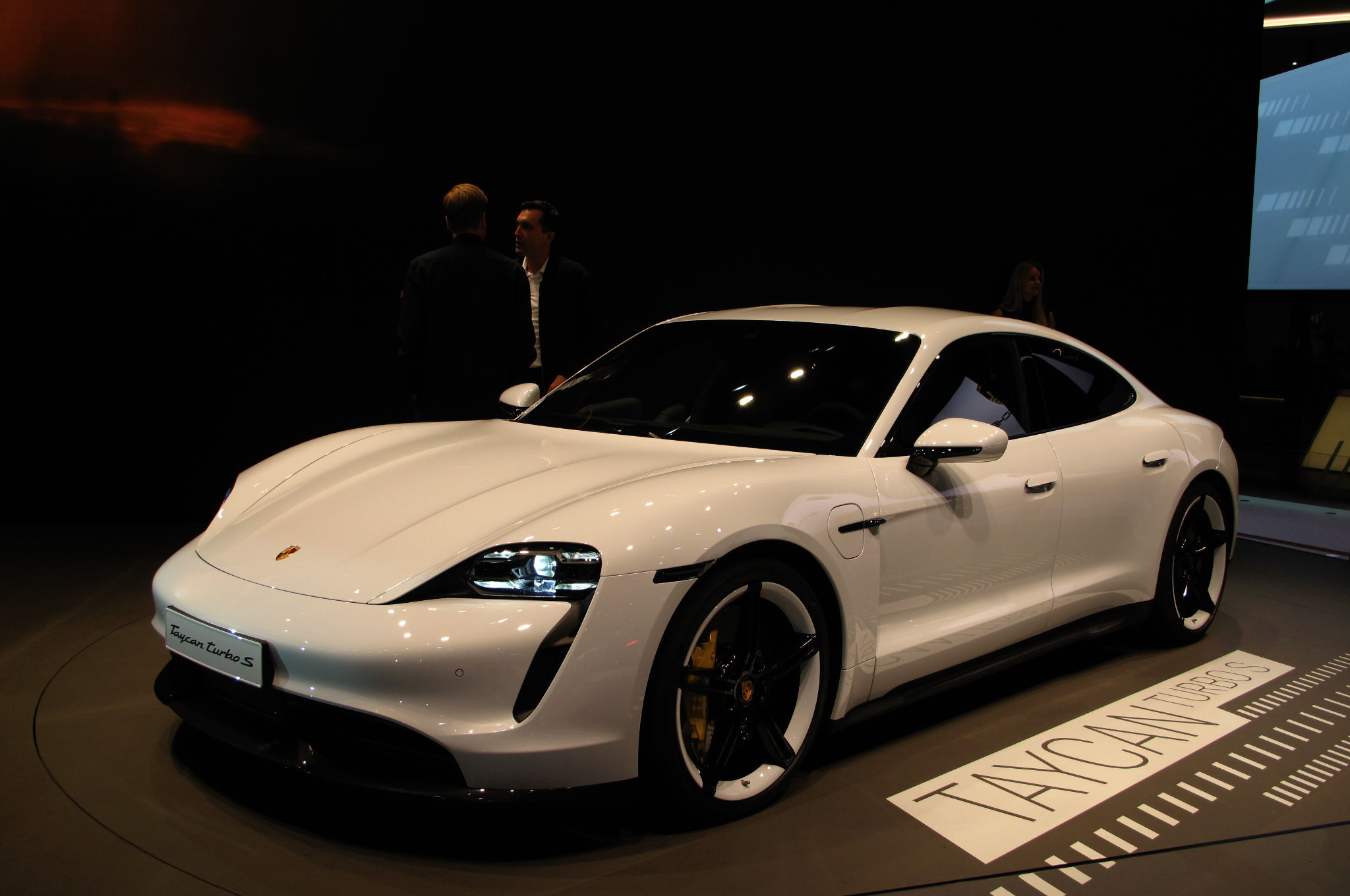
タイカン ターボS

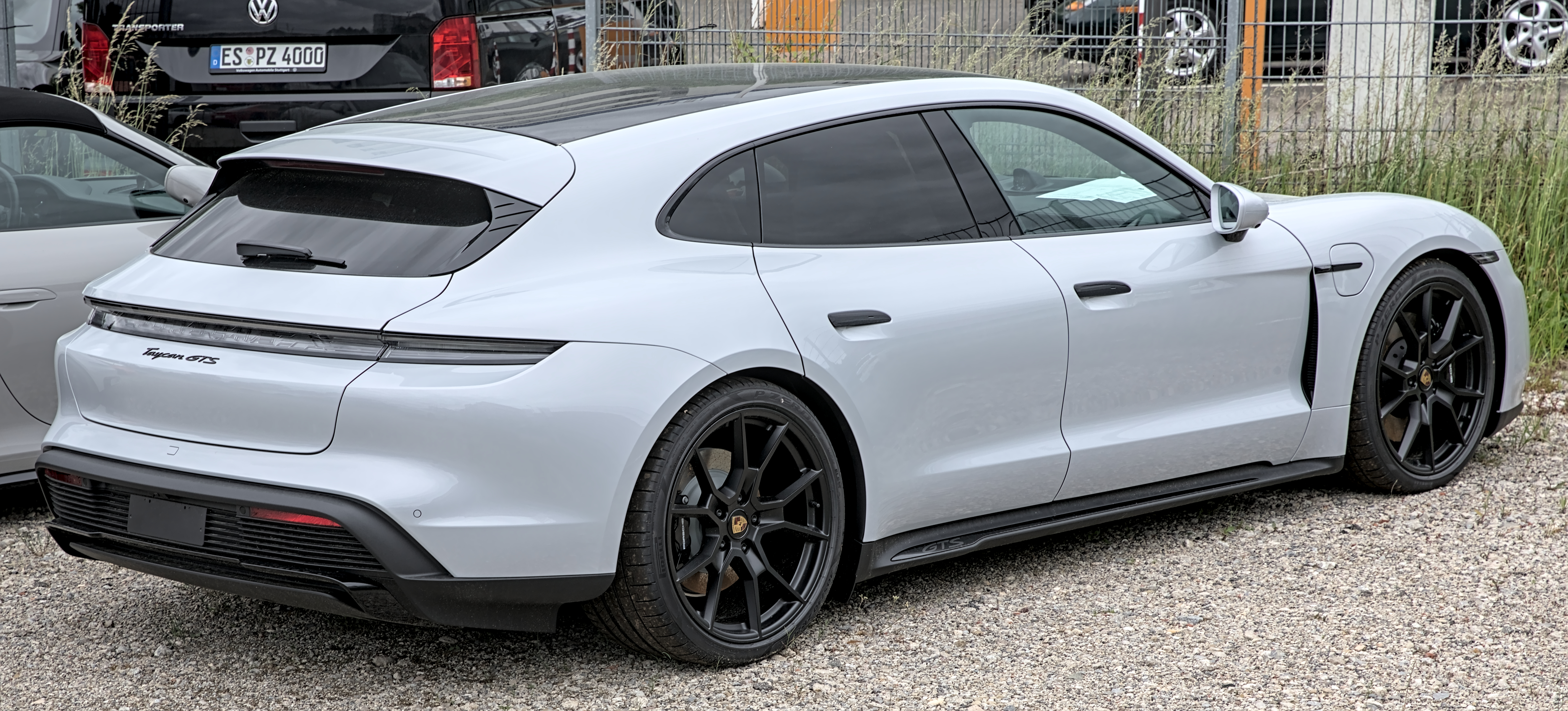
タイカン スポーツツーリズモ GTS リア

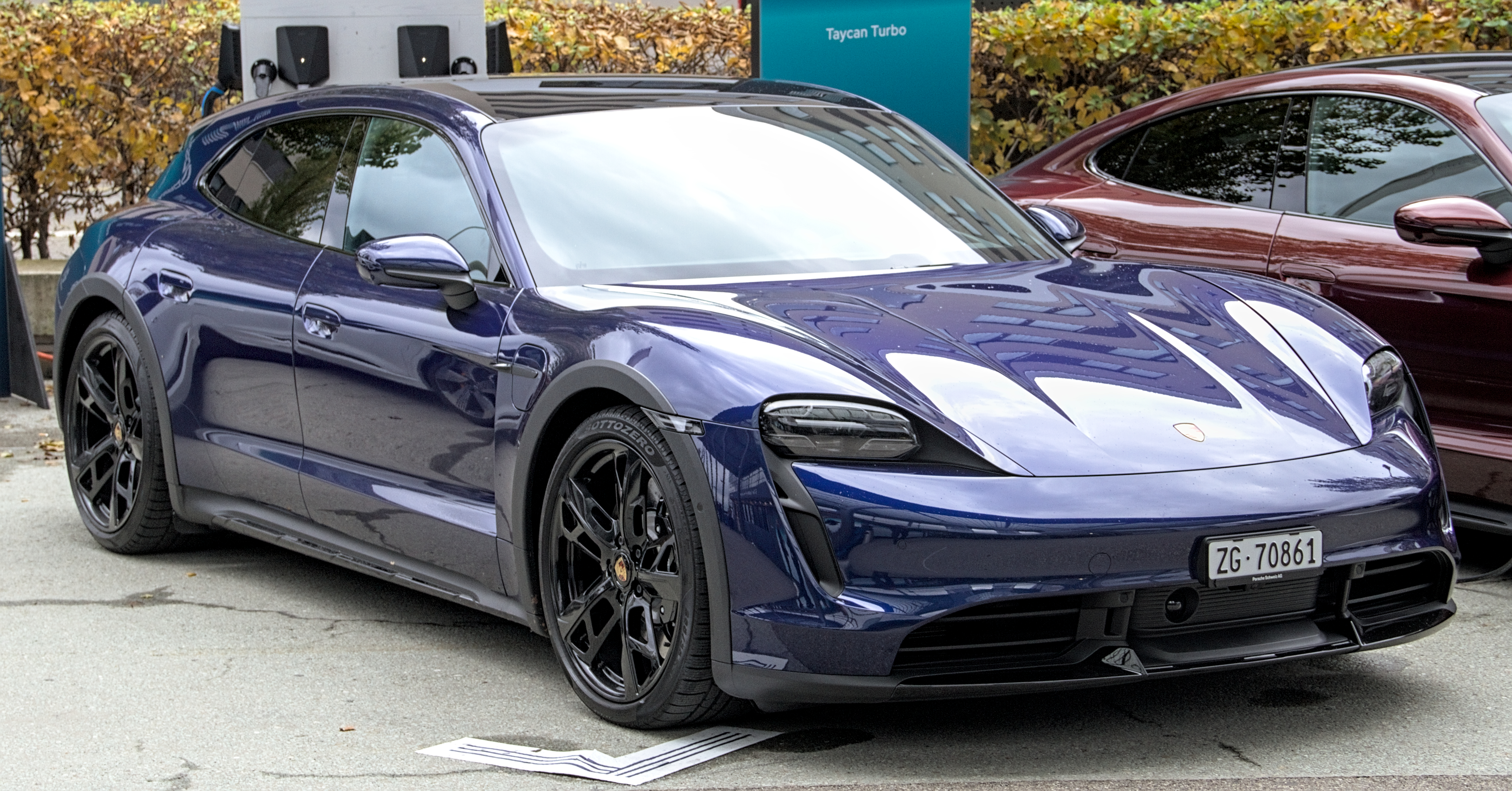
タイカン クロスツーリズモ

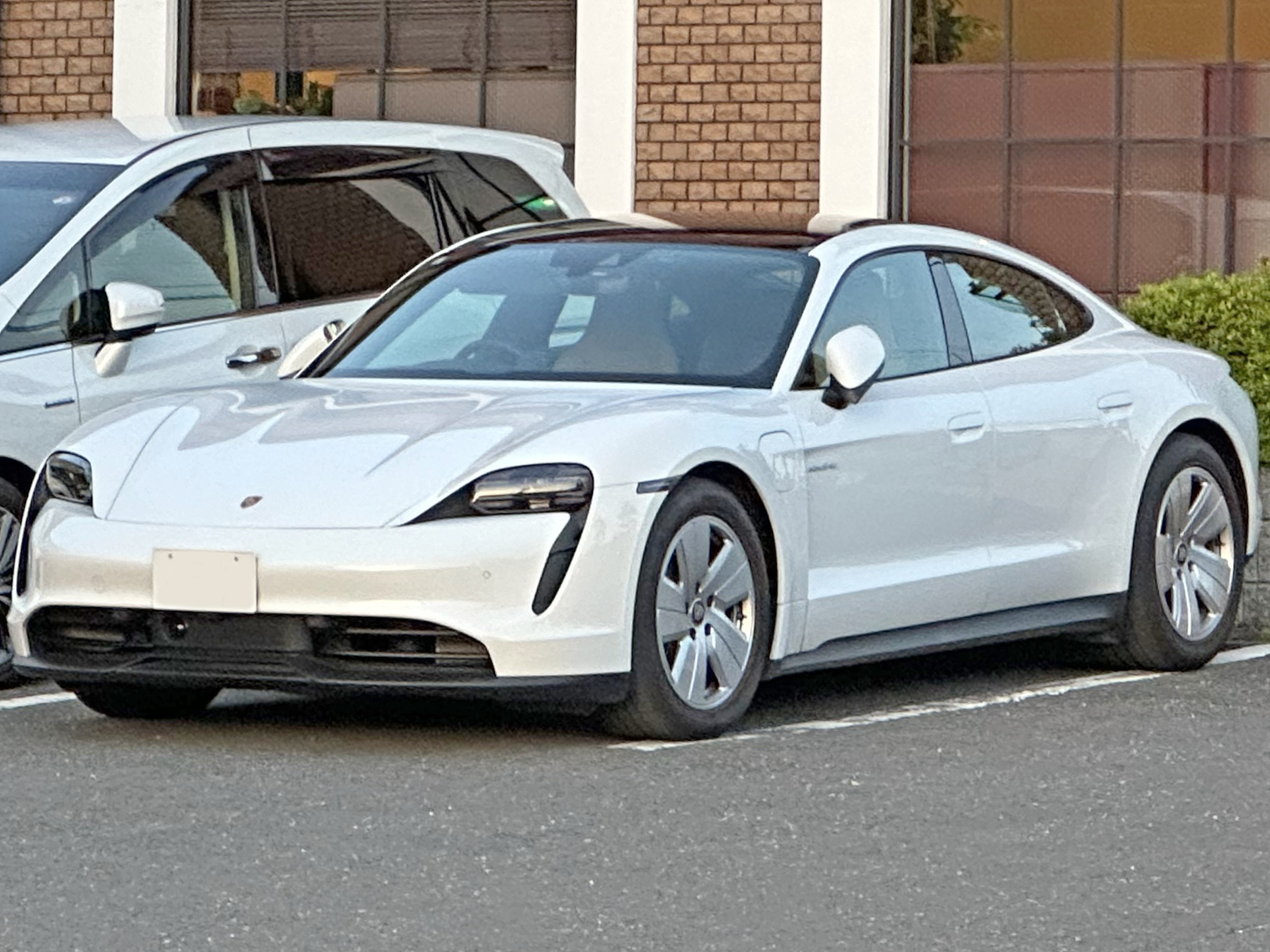
タイカン（日本仕様）